# Nintoku
Nintoku (仁徳天皇, Nintoku Tennō; fl. IV secolo) è stato il 16º imperatore del Giappone secondo la lista tradizionale.
Non si può assegnare una data certa al suo regno, ma si pensa che abbia governato nella prima parte del V secolo.
Secondo il Nihonshoki, fu il quarto figlio dell'imperatore Ōjin e il padre degli imperatori Richū, Hanzei e Ingyō. Sempre secondo il Nihonshoki governò dal 313 fino al 399 ma gli studiosi moderni suggeriscono che queste date sono probabilmente poco accurate.

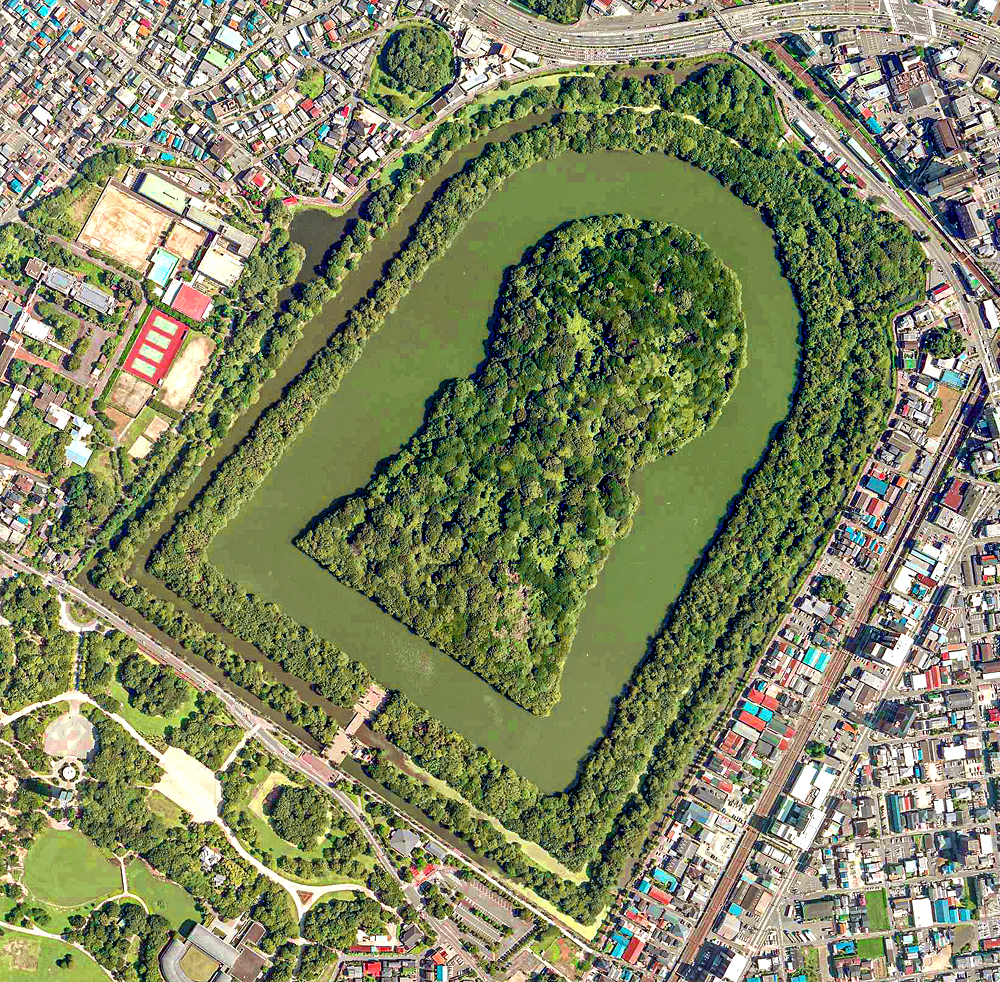
Daisenryo Kofun, tomba dell'imperatore Nintoku

Il Daisenryo Kofun (la più grande tomba del mondo) è considerata essere la sua tomba.